# Agalychnis moreletii
La granota de Morelet (Agalychnis moreletii) és una espècie de granota pertanyent a la família dels hílids. Aquesta espècie està en els Estat nord-oriental i Estat sud-central de Veracruz, de Puebla a Hondures; del nord-oest en l'Atlàntic i de l'estat sud-central de Guerrero, al Salvador central en el Pacífic, en les elevacions. Hi hauria no més d'1.500 exemplars. Abans era abundant en algunes localitzacions a Mèxic, El Salvador i Guatemala. No obstant això, els exàmens recents en Guerrero, Oaxaca i Chiapas, Mèxic, indiquen que ha desaparegut de tots els llocs examinats. És infreqüent però oposat de tant en tant en Bélice i Hondures. A Guatemala i Hondures, la població va declinar a causa de la destrucció de l'hàbitat.